# U 3503
U 3503 war ein von der Kriegsmarine im Zweiten Weltkrieg vor Island eingesetztes U-Boot vom Typ XXI („Elektroboot“). Auf seiner einzigen Unternehmung in den letzten Kriegstagen versenkte es keine Schiffe und wurde am 8. Mai 1945 vor Göteborg von seiner Besatzung selbstversenkt. Die 58 Besatzungsmitglieder wurden in Backamo bei Uddevalla interniert und am 3. Dezember 1945 an die britischen Besatzungsbehörden ausgeliefert, kamen aber einschließlich des Kommandanten Hugo Deiring bereits 1946 wieder in Freiheit.

## Bau und Ausstattung
U 3503 war als „Elektroboot“ (Typ XXI) auf lange Tauchfahrten ausgelegt und mit seinen Elektromotoren leistungsfähiger als mit den Dieselmaschinen. Es hatte an der Oberfläche eine Wasserverdrängung von 1621 t und unter Wasser 1819 t. Es war insgesamt 76,7 m lang und 8,0 m breit mit einem 5,3 m breiten Druckkörper und hatte einen Tiefgang von 6,32 m. Das in den Danziger Schichau-Werken gebaute U-Boot wurde von zwei Viertakt-Dieselmotoren M6V40/46KBB von MAN mit je 6 Zylindern und Ladegebläse mit einer Leistung von jeweils 2900 kW, bei Unterwasserbetrieb mit zwei Elektromotoren GU365/30 der Siemens-Schuckertwerke mit einer Leistung von jeweils 3700 kW und bei Schleichfahrt mit zwei leise laufenden Elektromotoren GV232/28 der Siemens-Schuckertwerke mit einer Leistung von jeweils 116 kW angetrieben. Es hatte zwei Antriebswellen mit zwei 2,15 m großen Schiffsschrauben. Das U-Boot war zum Tauchen bis in Tiefen von 240 m geeignet.
Das U-Boot erreichte an der Oberfläche Geschwindigkeiten von bis zu 15,6 Knoten und unter Wasser bis zu 17,2 Knoten, bei Schleichfahrt bis zu 6,1 Knoten. Aufgetaucht konnte das U-Boot bei 10 Knoten bis zu 15.500 Seemeilen weit fahren, untergetaucht bei 5 Knoten bis zu 340 Seemeilen. U 3503 war mit sechs 53,3 cm großen Torpedorohren – vier am Bug und zwei am Heck –, 23 Torpedos – alternativ 17 Torpedos und 12 Seeminen – und vier Zwillings-2-cm-FlaK C/30 mit 16.000 Schuss Munition, allerdings nicht mit einem Deckgeschütz ausgestattet. Das U-Boot war stattdessen mit einem Schnorchel ausgerüstet.

## Einsatz und Selbstversenkung
Nach seiner Indienststellung am 9. September 1944 diente U 3503 unter dem Kommando des Oberleutnants zur See Hugo Deiring (1920–1999) in der 8. U-Flottille als Ausbildungsboot und wurde im Februar 1945 der 5. U-Flottille zugeteilt.
Am 3. Mai 1945 lief das U 3503 von Kiel zu seiner ersten und einzigen Unternehmung aus, auf der es keine alliierten Schiffe versenken oder beschädigen konnte. Am Morgen des 6. Mai 1945 gegen 3.40 Uhr wurde es von einem britischen Bomber Consolidated B-24 Liberator (RAF Squadron 86/K) angegriffen, dessen Besatzung glaubte, das U-Boot versenkt zu haben. U 3503 entkam jedoch mit geringen Schäden und erreichte noch am selben Morgen schwedische Hoheitsgewässer westlich von Göteborg nahe der Insel Galtö. Hier näherten sich Boote der schwedischen Küstenwache und der schwedische Zerstörer HMS Göteborg (J5). Kommandant Hugo Deiring verhandelte die Übergabe an die Schweden und bat um medizinische Hilfe für mehrere Männer wegen Kohlenmonoxidvergiftung durch den defekten Dieselauspuff. Die Selbstversenkung wurde vorbereitet, und sämtliche Geheimunterlagen wie auch die Enigma wurden versenkt. Die Schweden forderten Deiring auf, das Schiff zum Hafen zu führen, doch wurden am Nachmittag des 8. Mai 1945 die Ventile geöffnet, und die Besatzung verließ in Schlauchbooten das U-Boot. Der schwedische Eisbrecher II aus Göteborg versuchte das Boot zu retten und abzuschleppen, doch fiel die Trosse über Bord. U 3503 sank am 8. Mai 1945 um 19.55 Uhr auf den Grund des 15 m tiefen Meeres.

## Gefangenschaft der Besatzung
Der schwedische Zerstörer HMS Norrköping (J10) nahm die Besatzung von U 3503 an Bord und brachte sie an Land. Die 58 U-Boot-Fahrer wurden in Backamo bei Uddevalla interniert. Etwa 3000 Angehörige der deutschen Streitkräfte waren gegen Kriegsende und danach nach Schweden gekommen und in Internierungslager gebracht worden. Die schwedische Regierung beschloss, sie an die alliierten Mächte auszuliefern, gegen die sie jeweils gekämpft hatten. Während dies bei den meisten die sowjetischen Streitkräfte gewesen waren und sie deshalb an die Sowjetunion ausgeliefert wurden, war für U 3503 der direkte Kriegsgegner die Royal Navy gewesen. So gehörten die Männer von U 3503 zu den rund 310 deutschen Soldaten, die an die britischen Besatzungsbehörden in Deutschland überstellt wurden. Die U-Boot-Besatzung wurde am 30. November 1945 in Trelleborg eingeschifft und kam in ein Gefangenenlager in Holstein. Im Gegensatz zu den in die Sowjetunion Geschickten währte ihre Kriegsgefangenschaft nur kurz. Auch Kommandant Hugo Deiring kam bereits im Februar 1946 frei.

## Hebung und Verschrottung
Schwedische Marinetaucher übten in den Wochen nach der Versenkung vom 14. Mai bis Ende August am Wrack von U 3503 das Heben von U-Boot-Wracks, bis nach zahlreichen Versuchen das Wrack am 24. August an der Oberfläche war und am 27. August 1945 ins Trockendock Götaverken in Göteborg abgeschleppt wurde. Nach intensiven technischen Untersuchungen und Durchsicht erhaltener Unterlagen wurde es 1947 verschrottet.